# Dillenburg
Dillenburg (pronunciación en alemán: /ˈdɪlənˌbʊʁk/ⓘ) es un municipio situado en el distrito de Lahn-Dill, en el estado federado de Hesse, Alemania. Su población estimada a finales de 2016 era de 23 542 habitantes. Se encuentra ubicado en el centro-oeste del estado, muy cerca de la orilla del río Lahn, un afluente del Rin.
Es la ciudad natal de Guillermo de Orange (1533-1584), llamado el Taciturno.

## Turismo
La ciudad forma parte de la ruta de la Casa de Orange.
Castillo de Dillenburg